# Ballingshausen
Ballingshausen ein Gemeindeteil des Marktes Stadtlauringen im unterfränkischen Landkreis Schweinfurt in Bayern.

## Geographie
Ballingshausen liegt etwa 15 Kilometer nördlich von Schweinfurt an der Staatsstraße 2280 Richtung Bad Königshofen und drei Kilometer nordwestlich des Ellertshäuser Sees. Mit seinen 420 Einwohnern liegt das Kirchdorf auf 349 m ü. NHN. Der Ort liegt auf der Hochfläche der Schweinfurter Rhön (Hesselbacher Waldland, naturräumliche Haupteinheit 139). Nicht nachvollziehbar ist die Zuordnung vom Bundesamt für Naturschutz  zum Grabfeld (Haupteinheit 1381).

## Geschichte
Ballingshausen gehörte zum Altlandkreis Schweinfurt. Am 1. Mai 1978 wurde die bis dahin selbständige Gemeinde in den Markt Stadtlauringen eingegliedert, der bis zur Gebietsreform in Bayern dem Landkreis Hofheim in Unterfranken angehörte.

## Öffentliche Einrichtungen
Einer der drei Kindergärten der Großgemeinde Stadtlauringen wird in Ballingshausen betrieben.

## Baudenkmäler
Die katholische Kirche St. Bartholomäus und Dionysius steht unter Denkmalschutz. In ihr findet sich Deckenstuck im seltenen Régencestil. 

## Persönlichkeiten
- Pius Keller (* 30. September 1825 in Ballingshausen; † 15. März 1904 in Münnerstadt), Augustiner-Eremit, Restaurator des Augustinerordens in Deutschland